# Homöotisches Gen
Homöotische Gene oder Homeotische Gene (von griech. homoiosis = gleichartig, ähnlich; altgriech. ὅμοιον = Gleichheit, Übereinstimmung) sind in der Entwicklungsbiologie Gene, die für die Identität von Segmenten zuständig sind. Mutationen innerhalb dieser Gene können zu einer vollständigen oder teilweisen Umwandlung von Organstrukturen oder Körpersegmenten führen. 
Entdeckt wurden diese Gene anhand der Antennapedia-Mutation eines homöotischen Gens bei dem Modellorganismus der „schwarzbäuchigen“ Taufliege (Drosophila melanogaster), bei der am Fliegenkopf anstelle von Antennen Beine wachsen. 
Es handelt sich dabei um  Gene, die regulatorische Proteine codieren. Deren Aufgabe besteht offenbar in der Steuerung von Zelldifferenzierung und Morphogenese mehrzelliger Lebewesen. 
Die Kenntnis dieser Gene führten zur Entdeckung der Homöobox. Dabei handelt es sich um eine charakteristische Sequenz homöotischer Gene. Die Homöoboxen codieren in den Zellen für abgrenzbare besondere Proteinbereiche oder Proteindomänen (Homöodomänen). Sie bestehen in der Regel aus 60 Aminosäuren und besitzen eine DNA-Bindedomäne. Durch deren spezifische Anlagerung an DNA können ganze Genbereiche stillgelegt werden.
Homöotische Gene sind evolutionär hoch konserviert und somit nicht nur bei Insekten, sondern auch bei den Wirbeltieren (auch bei dem Menschen) zu finden. Auch bei Pilzen sind sie nachgewiesen worden. Bei Pflanzen gibt es vergleichbare regulatorische Genbereiche (MADS-Box). Diese Homöoboxen stellen nach heutiger Sicht einen in der Evolution früh entstandenen grundlegenden Regulationsmechanismus bei der Individualentwicklung dar.